# Петерсбурский, Ежи

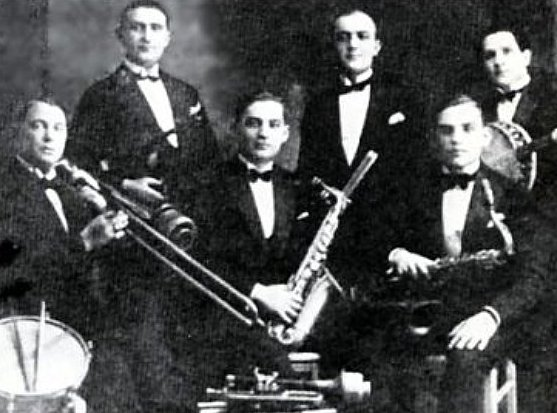
Капелла Артура Голда и Ежи Петерсбурского в 1930-х годах

Е́жи Петерсбу́рский (пол. Jerzy Petersburski), в период жизни в СССР — Ю́рий Я́ковлевич Петерсбурский, также был известен как «Га́рри Петербу́ргский»; 20 апреля 1895, Варшава — 7 октября 1979, там же) — польский дирижёр и композитор. В Советском Союзе был наиболее известен как автор музыки танго «Утомлённое солнце» и вальса «Синий платочек».

## Биография
Родился 20 апреля 1895 года в музыкальной еврейской семье. Отец будущего композитора, Яков (Янкель, Якуб) Абрамович Петерсбурский (пол. Jakub Petersburski; 1854 — 18 марта 1928, Варшава), был певцом. Мать, Паулина (Песя Юделевна), урождённая Мелодист (пол. Paulina Melodyst, 1868 — 26 апреля 1931, Варшава) — пианистка. Братья: Юзеф (Иосиф) — скрипач, Станислав — пианист, и ещё пятеро братьев и сестёр. 
Мать происходила из известной клезмерской династии Мелодистов (Melodystow), среди членов которой было несколько композиторов, в том числе — дед Ежи Петерсбурского Альфред (Юдель) Мелодист (Alfred Melodyst, автор шлягеров «Fiakier» и «Ja chcę tak naprawdę»), двоюродные братья Петерсбурского Генрик Голд (Henryk Gold, 1899—1977) и Артур Голд (Artur Gold, 1897—1943).
Учился в Варшавской консерватории под руководством профессора Антония Сыгетыньского. Продолжил оттачивать свою фортепианную технику в Венской академии музыки.
Имре Кальман высоко оценил его талант и посоветовал Ежи заняться сочинением эстрадной музыки. В 1922 году вместе с двоюродным братом Артуром организовал джазовый оркестр Голда и Петерсбурского. С 1926 года работал в оркестре варшавского театра-кабаре «Qui Pro Quo» вместе со своими двоюродными братьями Генриком Голдом (Henryk Gold, 1899—1977) и Артуром Голдом (Artur Gold, 1897—1943); последний был основателем и дирижёром оркестра.
Автор оперетт, музыки ко многим польским кинофильмам 1930-х годов, песен. Наибольшую известность Петерсбурскому принесли его танго: «О донна Клара», «Уж никогда», «Маленькое счастье», «Ты сам мне говорил», «Ты и эта гитара», «Вино любви», «Признайся мне» и другие. Среди самых знаменитых танго Петерсбурского — и танго «Последнее воскресенье» (пол. To ostatnia niedziela) на слова Зенона Фридвальда, появившееся в 1935 году и впервые исполненное Мечиславом Фоггом; это танго приобрело особую популярность в СССР, где в конце 1930-х годов были исполнены и записаны по меньшей мере три его версии (с различными русскими текстами), из которых в историю вошла версия джаз-оркестра Александра Цфасмана «Утомлённое солнце».

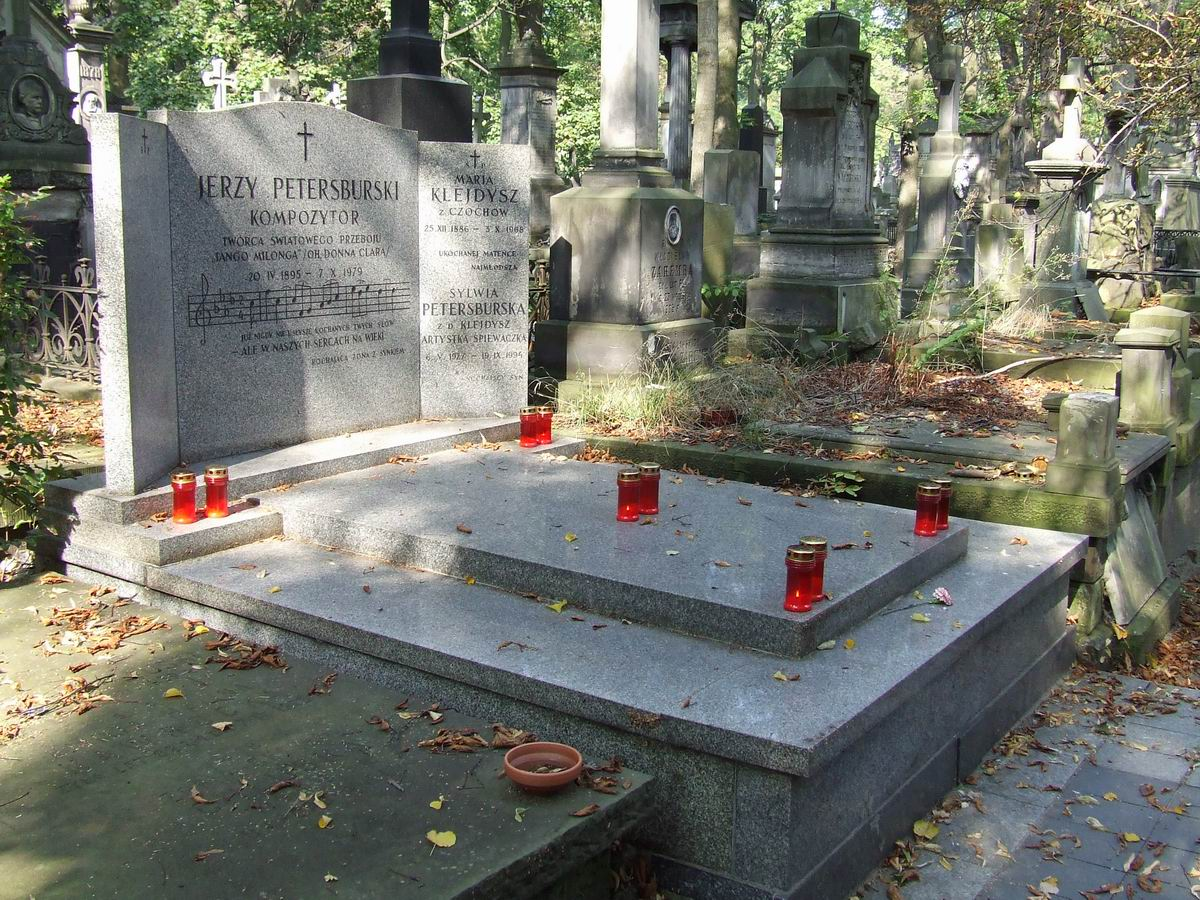
Могила Ежи Петерсбурского на кладбище Повонзки

В сентябре 1939 года по мобилизации, в связи с нападением Германии на Польшу, Ежи Петерсбурский был призван в армию. Но в том же месяце он, как и большое число его соотечественников, оказался на территории, вошедшей в состав СССР. Получив советское гражданство и став Юрием Яковлевичем Петерсбурским, он возглавил в конце 1939 года Государственный джаз-оркестр Белорусской ССР в составе 25 человек, почти полностью набранный из бывших польских граждан. Для своего коллектива Ежи Петерсбурский и написал вальс «Синий платочек». Статус Государственного джаз-оркестра Белоруссии был вскоре передан оркестру Эдди Рознера, а Петерсбурский с началом Великой Отечественной войны вступил в формировавшуюся польскую армию Андерса, вместе с которой в 1942 году покинул Советский Союз.
Известно, что после войны Ежи Петерсбурский уехал в Латинскую Америку, с 1949 по 1967 год жил в Аргентине и работал в Teatro El Nacional в Буэнос-Айресе капельмейстером. Вместе с поэтом Авромом Шевахом написал известную колыбельную на идише, входившую в репертуар Сары Горби. В 1967 году вернулся на родину, женился, в 1969 году родился сын Ежи Петерсбурский (младший), ставший впоследствии тележурналистом и композитором и защитивший дипломную работу о творчестве своего отца.
Ежи Петерсбурский (старший) умер 7 октября 1979 года. Похоронен на варшавском кладбище Старые Повонзки.

## Семья
Брат — Станислав Петерсбурский (1905—1987), польский и израильский пианист, работал в оркестре брата, затем выступал в дуэте со своей женой, мастером художественного свиста Кларой Ароновной Имас (1914, Кишинёв — 1994, Нью-Йорк).